# 抱得有情郎
《抱得有情郎》（英語：Much Ado About Nothing）是一部1993年首映的英國喜劇電影，為莎士比亞浪漫喜劇《無事生非》最知名的電影版。簡尼夫·班納不但是電影改編劇本的執筆人，他亦擔任導演及出演班纳蒂克一角，而其餘的主要演員有：米高·基頓、基努·里维斯、愛瑪·湯普森、丹泽尔·华盛顿、凱特·貝琴薩及羅伯·蕭恩·萊納德等。
雖然此片不及法蘭高·齊費里尼1968年導演的《殉情記》那麼受歡迎，但《抱得有情郎》仍然是最賣座的莎士比亞電影之一。

## 剧情
刚从战场得胜归来的佩德罗王子一行，回程中经过小镇墨西拿。在那里，王子一行受到了庄园主莱昂纳多的热情接待。欢庆中，王子诚实英俊的手下克罗迪欧与园主雷昂纳多美丽温柔的女儿希罗一见钟情，但王子另一位左膀右臂，聪明英俊的班纳蒂克却与希罗机敏高傲的表姐碧翠丝水火不容，一番唇枪舌剑之后，两人互相表示不会笨到去爱上一个人。见克罗迪欧和希罗情意深浓，王子表示在墨西拿待上一个月，并为克罗迪欧和希罗举行婚礼。在当晚庆祝的晚会中，班纳蒂克和碧翠丝再次互相讥讽起来，两人不欢而散。众人都表示此二人是天生的对头，但王子却敏锐地指出，两人是天生的一对，并向大家说出了他的计划，于是庄园里的众人纷纷行动起来，准备喜事成双。但在一片欢腾中，王子的弟弟约翰却失落异常，约翰因为功劳被克罗迪欧抢去而怀恨在心，决心要破坏他这场姻缘。于是一个旨在破坏婚礼的阴谋也悄悄展开了。在王子的安排下，众人设法让班纳蒂克和碧翠丝相信，他们互相爱着对方，得知这一消息后，两人果然如王子所说坠入爱河，但碍于脸面，两人依旧不肯互吐心肠。在克罗迪欧和希罗婚礼的前一晚，在约翰的安排下，王子和克罗迪欧“碰巧”发现“希罗”与约翰的手下私通。气急败坏的克罗迪欧在第二天的婚礼上粗暴的推倒希罗并大骂她是个荡妇之后与王子和约翰扬长而去。突如其来的变故让希罗羞愧晕倒，莱昂纳多气愤异常，要亲手杀了女儿，众人拦下莱昂纳多后，表示希罗一定遭人陷害。牧师心生一计，让希罗诈死，让陷害他的人放松警惕，也让冤枉希罗的克罗迪欧尝尝后悔的滋味。众人同意。但这时已对老冤家有好感的碧翠丝却要求班纳蒂克去杀了毁了表妹清白的克罗迪欧，班纳蒂克表示此事不可鲁莽，还要从长计议。
阴谋得逞，约翰洋洋得意的两个手下酒后在野外不经意吐露了实情，正巧被附近偷懒的哨兵听到，哨兵们立即抓捕他们并送到司事处审讯，两人对阴谋供认不讳，与此同时也得到消息，王弟约翰已经逃离了墨西拿。真相很快被众人所知，克罗迪欧十分后悔自己犯下的大错，他对莱昂纳多表示他愿意承担一切责任。莱昂纳多表示，克罗迪欧要想弥补他的罪，就要娶莱昂纳多弟弟的女儿，实际上就是诈死的希罗，克罗迪欧表示同意。于是两位年轻恋人举行了第二次婚礼，克罗迪欧掀开盖头后才发现原来希罗并没有死，二人激动的拥抱在一起。众人欢快的准备庆祝，这是站在一旁的班纳蒂克突然发话，要碧翠丝出来当着众人的面说出她对自己的爱。虚荣心作怪的碧翠丝矢口否认曾爱过班纳蒂克，并反要求班纳蒂克对她示爱。见二人再次陷入僵局，克罗迪欧和希罗上前交给两人他们两人没有发给对方的情书，两人含笑读完，深情对视后，献出了自己爱情的吻。音乐响起，众人为庆祝这双喜临门，准备开始疯狂的舞会，与此同时，阴险的王弟约翰也被押解到了王子的面前，班纳蒂克表示一定要给约翰应有的惩罚，但还是庆祝在前，音乐再次响起，众人快乐地加入到舞会之中。

## 評價
大部分影評均屬正面，但其中有不少影評人都批評電影當中兩個選角決定，即基努·里维斯及米高·基頓。

## 外部連結
- 互联网电影数据库（IMDb）上《抱得有情郎》的资料（英文）
- 爛番茄上《抱得有情郎》的資料（英文）